# Francisco Miguel Martins
Francisco Miguel Martins – wschodniotimorski nauczyciel akademicki, językoznawca, specjalista od polityki edukacyjnej oraz zapewniania jakości.
Kształcił się na Universitas Timor Timur, gdzie w 1991 roku uzyskał licencjat. Stopień magistra otrzymał na Universitas Gadjah Mada (1998). Doktoryzował się w 2010 roku na Universidade Federal da Bahia.
Piastuje stanowisko profesora na Wydziale Edukacji, Sztuki i Nauk Humanistycznych Narodowego Uniwersytetu Timoru Wschodniego (UNTL). W 2016 roku objął funkcję rektora UNTL.